# Врбница (Мало Црниће)
Врбница је насеље у Србији у општини Мало Црниће у Браничевском округу. Према попису из 2022. било је 250 становника.

## Демографија
У насељу Врбница живи 382 пунолетна становника, а просечна старост становништва износи 46,6 година (45,1 код мушкараца и 47,9 код жена). У насељу има 162 домаћинства, а просечан број чланова по домаћинству је 2,85.
Ово насеље је углавном насељено Србима (према попису из 2002. године), а у последња три пописа, примећен је пад у броју становника.
|  |

| Демографија | Демографија | Демографија |
| Година      | Становника  | Становника  |
| ----------- | ----------- | ----------- |
| 1948.       | 996         |             |
| 1953.       | 997         |             |
| 1961.       | 946         |             |
| 1971.       | 911         |             |
| 1981.       | 853         |             |
| 1991.       | 779         | 602         |
| 2002.       | 462         | 741         |
| 2011.       | 377         |             |

| Етнички састав према попису из 2002.‍ | Етнички састав према попису из 2002.‍ | Етнички састав према попису из 2002.‍ | Етнички састав према попису из 2002.‍ | Етнички састав према попису из 2002.‍ |
| ------------------------------------ | ------------------------------------ | ------------------------------------ | ------------------------------------ | ------------------------------------ |
|                                      |                                      |                                      |                                      |                                      |
| Срби                                 | Срби                                 |                                      | 386                                  | 83,54%                               |
| Власи                                | Власи                                |                                      | 58                                   | 12,55%                               |
| Румуни                               | Румуни                               |                                      | 9                                    | 1,94%                                |
| Хрвати                               | Хрвати                               |                                      | 4                                    | 0,86%                                |
| непознато                            | непознато                            |                                      | 2                                    | 0,43%                                |

| Година пописа     | 1948. | 1953. | 1961. | 1971. | 1981. | 1991. | 2002. |
| ----------------- | ----- | ----- | ----- | ----- | ----- | ----- | ----- |
| Број домаћинстава | 250   | 240   | 252   | 246   | 223   | 193   | 162   |

| Број чланова      | 1  | 2  | 3  | 4  | 5  | 6  | 7 | 8 | 9 | 10 и више | Просек |
| ----------------- | -- | -- | -- | -- | -- | -- | - | - | - | --------- | ------ |
| Број домаћинстава | 40 | 49 | 20 | 24 | 13 | 10 | 5 | 1 | 0 | 0         | 2,85   |

| Пол    | Укупно | Неожењен/Неудата | Ожењен/Удата | Удовац/Удовица | Разведен/Разведена | Непознато |
| ------ | ------ | ---------------- | ------------ | -------------- | ------------------ | --------- |
| Мушки  | 186    | 34               | 125          | 20             | 7                  | 0         |
| Женски | 212    | 26               | 127          | 45             | 14                 | 0         |
| УКУПНО | 398    | 60               | 252          | 65             | 21                 | 0         |

| Пол    | Укупно                    | Пољопривреда, лов и шумарство | Рибарство                            | Вађење руде и камена | Прерађивачка индустрија       |
| ------ | ------------------------- | ----------------------------- | ------------------------------------ | -------------------- | ----------------------------- |
| Мушки  | 138                       | 126                           | 0                                    | 0                    | 2                             |
| Женски | 141                       | 136                           | 0                                    | 0                    | 1                             |
| УКУПНО | 279                       | 262                           | 0                                    | 0                    | 3                             |
| Пол    | Производња и снабдевање   | Грађевинарство                | Трговина                             | Хотели и ресторани   | Саобраћај, складиштење и везе |
| Мушки  | 0                         | 0                             | 2                                    | 1                    | 3                             |
| Женски | 0                         | 0                             | 1                                    | 1                    | 0                             |
| УКУПНО | 0                         | 0                             | 3                                    | 2                    | 3                             |
| Пол    | Финансијско посредовање   | Некретнине                    | Државна управа и одбрана             | Образовање           | Здравствени и социјални рад   |
| Мушки  | 0                         | 0                             | 3                                    | 1                    | 0                             |
| Женски | 0                         | 0                             | 2                                    | 0                    | 0                             |
| УКУПНО | 0                         | 0                             | 5                                    | 1                    | 0                             |
| Пол    | Остале услужне активности | Приватна домаћинства          | Екстериторијалне организације и тела | Непознато            | Непознато                     |
| Мушки  | 0                         | 0                             | 0                                    | 0                    | 0                             |
| Женски | 0                         | 0                             | 0                                    | 0                    | 0                             |
| УКУПНО | 0                         | 0                             | 0                                    | 0                    | 0                             |